# Еколошки проблеми у Србији
Еколошки проблеми у Србији описују штетне утицаје људске активности на животну средину у Републици Србији. Еколошки проблеми који највише погађају Србију су: велика количина загађености ваздуха, депоније, загађеност река, изградња малих хидроелектрана и неконтролисана сеча шума. Сви ови проблеми међусобно су повезани, а до њих у највећој мери долази услед неадекватног деловања различитих индустрија које у трци за остваривањем профита занемарују штету коју наносе природи.

## Загађеност ваздуха
Загађење ваздуха у Србији има алармантне размере. Од тога да резултати мерења концентрације полутаната показују да је Београд некада најзагађенија престоница у свету, преко тога да, грађани појединих градова у Србији, попут Ваљева и Ужица, дуже од трећине године удишу ваздух пун ПМ честица које је Светска здравствена организација прогласила одговорним за преурањену смрт више од 5.000 људи сваке године у Србији. Према извештају о квалитету ваздуха за 2019. годину, ваздух у Бору је званично 13 пута у току те године био опасан по здравље људи због сумпор-диоксида. У Ваљеву су забележена 132 дана са прекомерним загађењем ПМ10 честицама, а највећа концентрација ПМ10 честица у току само једног дана забележена је у Зајечару, више од четири пута изнад дозвољене.
Директор Агенције за заштиту животне средине, Филип Радовић, изјавио је да је да су индивидуална ложишта доминантни извори загађења ваздуха, али да се не могу занемарити ни индустријска постројења. У Србији постоји 25 таквих индустријских постројења која су у категорији европске директиве о прекограничном загађењу и које плаћају накнаду на годишњем нивоу. Циљ тих накнада је дестимулација производње емисија и улагање у модернизацију постројења. Електропривреда Србије је највећи емитер загађујућих материја у Србији.

## Депоније
У Србији се годишње генерише, према прикупљеним подацима, преко 11 милиона тона отпада, од чега је 2,3 милиона тона комуналног отпада. Према подацима из Стратегије управљања отпадом, сваки становник Србије произведе годишње око 318 килограма смећа. Већина отпада, преко 85% се одлаже на санитарним и несанитарним депонијама, али одређени део, око 15% комуналног, али и других врста отпада, као што је пре свега, грађевински отпад, завршава на дивљим депонијама. Према последњим расположивим подацима из 96 јединица локалних самоуправа, у Србији је лоцирано 1984 дивљих депонија. Од 164 регистрованих општинских депонија, 70% нема потребне дозволе и процене утицаја на животну средину. Неадекватним одлагањем отпада, загађује се не само земља, него и вода, а паљењем истог и ваздух. У материје које у највећој мери загађују ваздух, а емитују се са депонија су азотни и сумпорни оксиди, ПАУ, диоксини, фурани, прашина и тешки метали. Са комуналних депонија се емитује и депонијски гас, као нус-продукт процеса разградње депонованог отпада, који садржи око 50% метана. Поред тога, емитују се и непријатни мириси, који имају значајан утицај на квалитет живота у околини депонија.

## Загађеност река
Kључни извори загађења река у Србији су непречишћене индустријске и комуналне отпадне воде. Око 50% загађења испуштеног у реке долази од индустријских постројења. Велики загађивач вода Србије су неуређене депоније, али и неодговорни грађани који бацају отпад директно у реку те је слика смећа које плута површином постала честа појава на водотоковима река. Подземне воде загађује и претерана употреба вештачког ђубрива, као и коришћење штетних пестицида и супстанци отровних за природу. Већина водотокова у нашој земљи, изложени су загађењима органског и неорганског порекла, а веома често је присутно комбиновано органско и неорганско загађење индустријским или комуналним загађењима.
У појединим местима Србије, нарочито уз Дунав и Саву, фекалне канализације изливају се директно у реке. Србија пречишћава свега 10 процената отпадних вода, док Београд и Нови Сад отпадне воде избацују директно у реке Саву и Дунав. Око трећина од 1,6 милиона становника главног града Србије није повезана за канализацију и ослањају се на Септичке јаме чији садржај се избацује директно у реке. Београд је једина европска престоница без постројења за прераду отпадних вода, па тако годишње у две реке на којима лежи излије око 60.000 олимпијских базена фекалија.
У најзагађеније реке спадају Стари пловни Бегеј, Топлица, Велики Луг, Лугомир, Црни Тимок, Борска река, Колубара, Пек, Топчидерска река као и Велики бачки канал.

## Изградња малих хидроелектрана
Градња малих хидроелектрана, која зацевљењем река представља експресну девастацију природе и живог света у водотоковима и приобаљима, изазвала је многобројне протесте широм Србије. Већина изграђених и планираних МХЕ су у заштићеним природним добрима, где су екосистеми фрагилни и носиоци су биодиверзитета. Kоличина струје која се произведе је занемарљива у односу на штету коју МХЕ наносе читавом екосистему, због чега се њихова изградња назива и тихим екоцидом. Такође се налазе поред насељених места, што уништава шансе за опстанак мештана који су често подносили личну жртву да би заштитили реке те су уз Покрет „Одбранимо реке Старе планине” постали нови хероји еколошког активизма у Србији.
Обимно истраживање Светске организације за природу WWF Adria и Департмана за биологију Природно-математичког факултета у Kрагујевцу показало је да је рекама у Србији, нарочито брдско-планинским, на којима су изграђене МХЕ, начињена неповратна штета и одрживост њихових екосистема је снижена.

## Неконтролисана сеча шума
Неконтролисана сеча шума негативно утиче на климатске промене, ерозију земљишта и изворе пијаће воде. У Србији су чести наслови о неконтролисаној сечи зеленила у Београду, на Фрушкој гори, у Смедеревској Паланци или Алексинцу. Због илегалне сече уз административну линију са Kосовом и Метохијом, за две деценије нестала је шума величине две београдске општине Нови Београд. Еколошка штета такве сече процењује се на 25 милијарди динара. Закон о заштити животне средине Републике Србије налаже локалним самоуправама обавезу да усвоје одлуку о управљању зеленим површинама, али то је учинио тек мали број градова и општина. Иако акције пошумљавања постоје, оне нису у довољној мери заступљене како би се надокнадила штета претеране сече, поготово ако се у обзир узме време потребно да посађена стабла порасту и „замене” посечена.